# Ebba Johannsen
Ebba Johannsen (* 13. Dezember 1899 in Reutlingen; † 13. März 1976 in Wien) war eine deutsche Schauspielerin.

## Leben und Wirken
Johannsen wirkte ab 1926 für 3 Jahre an Otto Falckenbergs Kammerspielen in München. Zwischen 1929 und 1945 war sie am Wiener Burgtheater. Zwischendurch war sie von 1934 bis 1938 in Dresden und an Gustaf Gründgens’ Preußischen Staatstheatern in Berlin aktiv. Nach 1952 war sie dann in der Schweiz, zunächst am Stadttheater Bern, dann in Zürich und ab 1959 im Stadttheater Basel. Ab 1966 gastierte sie wieder vermehrt in Wien und war bis zu ihrem Tod neuerlich am Burgtheater.

## Filmografie
- 1962: Der Mann im Fahrstuhl (Fernsehfilm)